# Gra w kolory
Gra w kolory (ang. Playing for Keeps) – kanadyjski film dramatyczny z 2009 roku, oparty na autentycznej historii.

## Fabuła
Nicole Alpern, młoda i piękna blondynka, marzy o tym by być dziewczyną sławnego sportowca. Wdaje się w romans z czarnoskórym gwiazdorem koszykówki,Ty'em Riversem, mężczyzną żonatym i mającym dwie córki. Wkrótce Nicole zachodzi w ciążę. Początkowo Ty nie wierzy, że to jego dziecko. Stopniowo jednak zaczyna się interesować losem swojego synka, Noah'a. Ostatecznie występuje do sądu o przyznanie mu praw rodzicielskich. Rozpoczyna się batalia o dziecko. Koszykarz argumentuje w sądzie, że dziecko mieszane, jeśli będzie się wychowywać z Nicole w środowisku białych ludzi, będzie narażone na rasistowskie ataki. Sąd przyznaje mu rację w pierwszej sprawie, ale Nicole wraz ze swoim adwokatem Peterem się nie poddaje i wnosi apelację. 

## Obsada
- Jennifer Finnigan - Nicole Alpern
- Doug Savant - Peter Marcheson
- Roger R. Cross - Ty Rivers
- Brian Markinson - Daryl
- Enuka Okuma - Beverly Rivers
- Agam Darshi - Maya
- Sonja Bennett - Marsha Barclay
- Ben Cotton - Peter